# 公爵 (特種部隊)
公爵（英語：Duke）是一名登場於軍事主題玩具《特種部隊：一個真正的美國英雄》、《特種部隊：西格瑪6》和漫畫中的虛構人物。人物亦有出現於動畫系列和漫畫之中。在2009年的真人電影《特種部隊：眼鏡蛇的崛起》以及2013年的《特種部隊2：正面對決》中，由查寧·塔圖飾演公爵。

## 人物
「公爵」為一等軍官康瑞德·S·豪瑟（Conrad S. Hauser）的代號，出生於密蘇里州的聖路易斯。他是一個精通多國語言的人，能說流利的英語、法語和德語，以及一些東南亞語言。在班寧堡時就是一位班上名列前茅的優等生。參與了美陸軍特種學校，經歷過特種部隊的訓練，並與南越部族工作。他也擔任在四個不同的特種部隊學校的講師。儘管他的成就，他曾多次拒絕了任何高級人員提供給他的佣金。他認為，一個指揮官的地方就是他的部隊，而不是背後的戰線。
公爵隸屬於戰地指揮官和第二命令的特種部隊隊長霍克之下。在此期間，他曾擔任一個堅強且以身作則的領導者、下達精準命令的人、歷史和知識的來源以及糾紛與公平的定居者。作為隊伍的一部分，多年來，在公爵士官的監督下的特種部隊領先了其他如虎隊和明星隊等特殊單位的訓練。
之後，特種部隊隊解散，公爵卻失蹤了。後來才知道他一直表現於一個秘密的政府機構的黑色行動，其當中的任務仍為高度機密。任務是要找到並扣留傭兵Major Bludd，這成了眼鏡蛇指揮官回來了的證據，趕緊恢復了特種部隊。公爵回歸重獲行動的特種部隊，雖然他特立獨行和危險的行為讓他的一些老同事感到詫異，使他放棄他的位置作為現場指揮官的背後有更多的幕後顧問角色。

## 真人電影
- 首次出現：2009年
- 演員：查寧·塔圖
- 配音員：羅傑·克雷格·史密斯（電子遊戲）
- 專長：士兵
- 本名：康瑞德·豪瑟
- SN碼：234-55-GI89
- 階級：隊長（O-3）
- 初級MOS：情報員和步兵

由查寧·塔圖在2009年電影《特種部隊：眼鏡蛇的崛起》中飾演公爵。作為當中的主角，屬霍克將軍手下的團隊。和他原來的背景故事相反的是，劇中公爵才剛加入了特種部隊，並訓練成一位能力優質的軍人。此外片中他還自認成為隊長，穿著明顯的陸軍或中尉指揮官（海軍）的職級服，雖然他在許多版本中的行動顯示其階級應該為少校／O-4。而在電影中並無提及他是一個一等軍官，公爵還曾向安娜·路易士（後成為男爵夫人）求婚，後來公爵和安娜的弟弟雷克斯一同執行任務時，雷克斯意外死亡，使安娜的個性便產生重大轉變。但劇情後段公爵被敵方捉走時，才發現眼鏡蛇指揮官竟是本認為死亡的雷克斯。
塔圖後來回歸續集《特種部隊2：正面對決》。公爵死於美軍的空襲後，使得白幽靈、眼鏡蛇指揮官逃脫，特種部隊大受創傷，只有數人生存。使倖存者之一的路霸發誓要幫公爵報仇。導演朱浩偉表示，公爵可以在第三部電影中回歸。

## 電子遊戲
公爵為1985年電腦遊戲《特種部隊：一個真正的美國英雄》中的角色之一。
公爵在1991年NES遊戲《G.I. Joe》中作為一個可玩的角色。並在1992年的遊戲《特種部隊：亞特蘭蒂斯因子》和街機遊戲《特種部隊街機遊戲》中作為一個配角。
公爵在電影改編遊戲《特種部隊：眼鏡蛇的崛起》中作為一個配角。

## 外部連結
- Duke （页面存档备份，存于） at JMM's G.I. Joe Comics Home Page